# Liste der deutschen Botschafter in der Republik Moldau
Die Liste der deutschen Botschafter in der Republik Moldau enthält die Botschafter der Bundesrepublik Deutschland in der Republik Moldau. Sitz der Botschaft ist in Chișinău.
Die Republik Moldau erklärte am 27. August 1991 als letzte der Sowjetrepubliken ihre staatliche Unabhängigkeit. Am 30. April 1992 nahmen Moldau und Deutschland diplomatische Beziehungen auf.
1996 überreichte Irene Kolhaas als erste deutsche Botschafterin in Chișinău ihr Beglaubigungsschreiben dem damaligen moldauischen Staatspräsidenten Mircea Snegur.
| Name                                   | Amtszeit  |
| -------------------------------------- | --------- |
| Irene Kohlhaas                         | 1996–2000 |
| Michael Zickerick                      | 2000–2004 |
| Wolfgang Lerke                         | 2004–2007 |
| Nikolaus von der Wenge Graf Lambsdorff | 2007–2010 |
| Berthold Johannes                      | 2010–2012 |
| Matthias Meyer                         | 2012–2014 |
| Ulrike Maria Knotz                     | 2014–2017 |
| Julia Monar                            | 2017–2018 |
| Angela Ganninger                       | 2018–2022 |
| Marget Uebber                          | seit 2022 |